# Monnina sanmarcosana
Monnina sanmarcosana är en jungfrulinsväxtart som beskrevs av Ramón Alejandro Ferreyra. Monnina sanmarcosana ingår i släktet Monnina och familjen jungfrulinsväxter. Inga underarter finns listade i Catalogue of Life.